# Megachile semifulva
Megachile semifulva är en biart som beskrevs av Heinrich Friese 1922. Megachile semifulva ingår i släktet tapetserarbin, och familjen buksamlarbin. Inga underarter finns listade i Catalogue of Life.